# Лула (округ Левіце)
Лула (словац. Lula) — село, громада округу Левіце, Нітранський край. Кадастрова площа громади — 8.39 км².
Населення 172 особи (станом на 31 грудня 2018 року).

## Історія
Лула згадується 1226 року.

## Населення
| Рік:            | 1994. | 2004.    | 2014.    | 2024.   |
| --------------- | ----- | -------- | -------- | ------- |
| Кількість осіб: | 223   | 199      | 177      | 162     |
| Різниця:        |       | -10,76 % | -11,05 % | -8,47 % |

| Рік:            | 2023. | 2024. |
| --------------- | ----- | ----- |
| Кількість осіб: | 162   | 162   |
| Різниця:        |       | +0 %  |